# Protocryphia secta
Protocryphia secta är en fjärilsart som beskrevs av Augustus Radcliffe Grote 1879. Protocryphia secta ingår i släktet Protocryphia och familjen nattflyn. Inga underarter finns listade i Catalogue of Life.